# Клавалер
Клавалер (фр. Clavaleyres) — колишня громада в Швейцарії в кантоні Берн, адміністративний округ Берн-Міттельланд. 2022 року ввійшла до складу громади Муртен округу Зее в кантоні Фрібур.

## Географія
Громада розташована на відстані близько 28 км на захід від Берна.
Клавалер має площу 1 км², з яких на 5 % дозволяється будівництво (житлове та будівництво доріг), 80 % використовуються в сільськогосподарських цілях, 15 % зайнято лісами, 0 % не є продуктивними (річки, льодовики або гори).

## Демографія
2019 року в громаді мешкало 48 осіб (+0 % порівняно з 2010 роком), іноземців було 2,1 %. Густота населення становила 48 осіб/км².
За віковим діапазоном населення розподілялося таким чином: 14,6 % — особи молодші 20 років, 58,3 % — особи у віці 20—64 років, 27,1 % — особи у віці 65 років та старші. Було 19 помешкань (у середньому 2,5 особи в помешканні).
Із загальної кількості 25 працюючих 20 було зайнятих в первинному секторі, 0 — в обробній промисловості, 5 — в галузі послуг.